# Iwan Kyryłenko
Iwan Hryhorowycz Kyryłenko, ukr. Іван Григорович Кириленко (ur. 2 października 1956 w miejscowości Berestowe w obwodzie zaporoskim) – ukraiński polityk i agronom, przedstawiciel klanu dniepropietrowskiego, były minister rolnictwa oraz wicepremier, deputowany.

## Życiorys
Z wykształcenia agronom, absolwent instytutu rolniczego w Dniepropetrowsku. W Moskwie uzyskiwał stopnie naukowe w zakresie agronomii – kandydata nauk (1991) i doktora (1997). Od drugiej połowy lat 70. był etatowym pracownikiem ukraińskiego Komsomołu, następnie do 1991 pełnił różne funkcje w partii komunistycznej. Pracował później w biznesie i w administracji dniepropietrowskiego. W połowie lat 90. pełnił funkcję pierwszego zastępcy gubernatora tego obwodu.
W latach 1995–2000 i 2002–2003 sprawował mandat deputowanego do Rady Najwyższej. Reprezentował Agrarną Partię Ukrainy, Hromadę Pawła Łazarenki i Batkiwszczynę Julii Tymoszenko. W 2002 wrócił do agrarystów, był szefem sztabu wyborczego koalicji Za Jedyną Ukrainę.
Od stycznia 2000 do kwietnia 2002 zajmował stanowisko ministra polityki rolnej. Od listopada 2002 do lutego 2005 pełnił funkcję wicepremiera w rządzie Wiktora Janukowycza. W 2006 został przyjęty do Bloku Julii Tymoszenko, z ramienia którego w wyborach w 2006 i w 2007 ponownie uzyskiwał mandat poselski. Kierował parlamentarną frakcją BJuT w Radzie Najwyższej przez część VI kadencji. W 2012, 2014 i 2019 wybierany do parlamentu z listy Batkiwszczyny.